# Verdensmesterens fald
Verdensmesterens fald er en dansk kortfilm, filmen handler om to unge drenge. Mikkel og Kasper, som udfordrer hinanden i et skoleløb.